# Henry Bauër

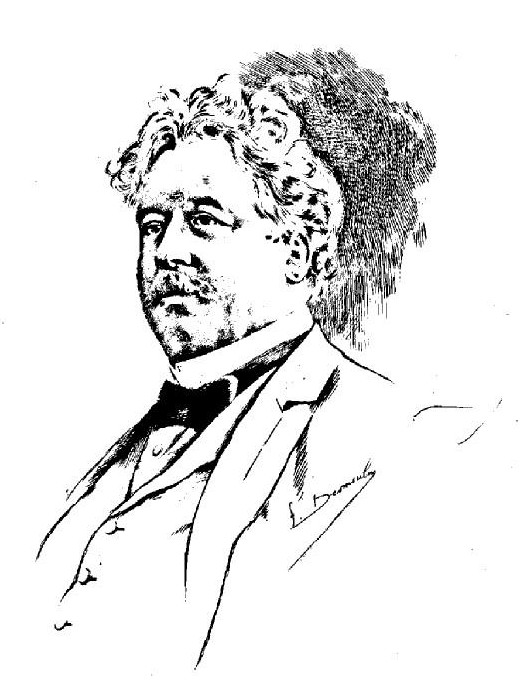
Henry Bauër (Radierung von Fernand Desmoulin, 1897)

Henri François Adolphe Bauër (* 17. März 1851 in Paris; † 21. Oktober 1915 ebenda), der im literarischen Leben ausschließlich die Namensform Henry Bauër benutzte, war ein französischer Journalist. Als 19-Jähriger kämpfte er für die Pariser Commune, unter anderem als Offizier der Truppen der Commune in der Blutigen Maiwoche, und wurde nach der Niederschlagung des Aufstands für insgesamt sieben Jahre nach Neukaledonien verbannt. Nach seiner Rückkehr erreichte er eine einflussreiche Position als Theaterkritiker und Journalist in der Pariser Zeitung L’Écho de Paris. Er setzte sich dort massiv für die neuere Literatur ein, insbesondere für den Naturalismus. Unter anderem unterstützte er Émile Zola sowohl in seinen literarischen Ambitionen als auch in der Dreyfus-Affäre und gehörte zu den wenigen Befürwortern von Alfred Jarrys Drama König Ubu.

## Leben

### Herkunft und Jugend
Bauër entstammte einer Liebesbeziehung zwischen Alexandre Dumas dem Älteren und Anna Bauër, einer deutschen Jüdin aus Baden, der Frau des in Paris lebenden österreichischen Handelsvertreters Karl-Anton Bauer (der sich in Frankreich mit dem Trema-ë schrieb). Das uneheliche Kind wuchs allein bei der Mutter auf, nachdem Antoine Bauër nach Australien ausgewandert war. Anna Bauër erwies sich als erfolgreiche Geschäftsfrau und konnte ihren Sohn zeitlebens finanziell unterstützen.
Henry Bauër besuchte das Lycée Louis-le-Grand in Paris und immatrikulierte sich danach für ein Studium der Rechte und der Medizin, das er jedoch nicht zielstrebig betrieb. Er bewegte sich in der Bohème des Quartier Latin, las Proudhon und schloss sich zunehmend revolutionären Kreisen an. Im Zusammenhang mit der Organisation von oder Teilnahme an öffentlichen Veranstaltungen kam er mehrmals mit der Justiz des Zweiten Kaiserreichs in Konflikt. So wurden gegen ihn im Lauf des Jahres 1870 insgesamt mehrere Monate Gefängnis wegen verschiedener politischer Aktivitäten verhängt (Aufruhr, Veranstaltung öffentlicher Versammlungen ohne Genehmigung, Majestätsbeleidigung usw.), doch wurde Bauër am Tag der Ausrufung der Republik, dem 4. September 1870, von einer demonstrierenden Menge befreit.
Nach der Kriegserklärung Frankreichs an Deutschland vom 19. Juli 1870 hatte sich Bauër freiwillig zum Kriegsdienst gemeldet. Noch bevor seine Einberufung erfolgte, schloss er sich der Garde nationale an.

### Kämpfer für die Commune

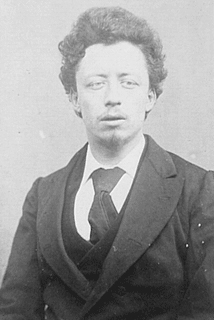
Porträt um 1871, aus der Sammlung „Siege and Commune of Paris“ der Northwestern University

Nach seiner Beteiligung an den Demonstrationen des 31. Oktober 1870 wurde Bauër erneut verhaftet. Im Gefängnis teilte er eine Zelle mit Gustave Flourens, einer späteren Führungspersönlichkeit der Pariser Commune, die ihn stark beeindruckte, wie er in seinen Memoiren berichtet. Einheiten der Nationalgarde befreiten ihn in der Nacht vom 21. auf den 22. Januar 1871. Er begann nun für verschiedene revolutionäre Zeitungen zu schreiben, insbesondere den von Jules Vallès herausgegebenen Cri du Peuple. Für diese Beiträge wählte er als Unterschrift die Namensform „Henry Bauër“, die er zeitlebens beibehalten hat. In seinen Artikeln kritisierte der Neunzehnjährige die Kapitulation der französischen Streitkräfte und nahm Partei für die Kräfte der Arbeiterklasse, so in dem Beitrag Les jeunes (deutsch: Die Jungen) vom 23. Februar 1871:
„Bei all dieser Schande und all diesen Renegaten ist nur eine Partei treu auf ihrem Kampfposten geblieben: Das ist die Partei der Arbeiter, das ist die Partei der Enterbten, das ist die Partei der Zukunft. Sie muss die unsere sein, für uns, die wir zwanzig Jahre zählen.“
Zur Zeit der Revolution der Pariser Commune vom 18. März 1871 war Bauër Hauptmann („Capitaine“) der Nationalgarde im Generalstab von Émile Eudes, am 10. Mai wurde er zum Major der sechsten Légion fédérée der Commune ernannt, am 22. Mai zum Chef des Generalstabs von Dominique Régère. Als Offizier beteiligte er sich an den verlustreichen Barrikadenkämpfen der Semaine sanglante („Blutwoche“), insbesondere im Quartier Montparnasse.
Nach der Niederschlagung der Commune floh Bauër aus der Hauptstadt. Am 21. Juni 1871 wurde er Joinville-le-Pont aufgegriffen und in die Orangerie von Versailles gebracht, wo die gefangenen Communards festgehalten wurden. Man stellte ihn vor ein Kriegsgericht, das ihn am 25. September aufgrund der bei ihm vorgefundenen Offizierspatente zu Verbannung verurteilte. Ein Berufungsverfahren und ein Gnadengesuch seiner Mutter blieben erfolglos. Am 1. Mai 1872 wurde Bauër zusammen mit 300 weiteren Communards auf ein Schiff nach Neukaledonien verbracht, den Ort seiner Verbannung.

### In der Strafkolonie
Nach fünfmonatiger Reise, zum Teil in einer Strafzelle bei Wasser und Brot, weil er die Ausführung eines Befehls verweigert hatte, traf Bauër in Nouméa ein und musste sich auf der Halbinsel Ducos ansiedeln, wo die französische Strafkolonie lag. Über die Entbehrungen auf Neukaledonien berichtete er regelmäßig in Briefen an seine Mutter, die ebenfalls in Verdacht geraten war, die Commune unterstützt zu haben, und deswegen aus Frankreich ausgewiesen wurde. Sie lebte in den folgenden Jahren in Genf und Lausanne und schickte ihrem Sohn immer wieder Geld für seinen Lebensunterhalt.
Auf Neukaledonien lernte Bauër zahlreiche führende Communards kennen. Vor allem mit Louise Michel verband ihn bald eine enge Freundschaft, die zu einem lebenslangen Briefwechsel führte. Bauër schrieb Berichte für französische Zeitungen über das neukaledonische Bagno und organisierte, häufig in Zusammenarbeit mit Louise Michel, zahlreiche Kulturveranstaltungen, unter anderem einen Abend mit kanakischer Musik. Zudem verfasste er ein Drama: La révanche de Gaëtan, das 1879 gedruckt wurde.
Trotz Bauërs Bitten, sich dies zu ersparen, schiffte sich Anna Bauër nach Neukaledonien ein, um ihn zu besuchen. Sie traf Anfang 1875 in Nouméa ein, mietete sich ein Haus und verbrachte dort 15 Monate, bis sie vom Gouverneur der Strafkolonie ausgewiesen wurde.
Am 12. Juli 1876 stellte Bauër ein Gnadengesuch an den Präsidenten der französischen Republik Patrice de Mac-Mahon, das jedoch im März 1877 abgewiesen wurde. Nach dem Rücktritt Mac-Mahons im Januar 1879 beschloss die französische Nationalversammlung eine Teilamnestie für Taten im Zusammenhang mit der Commune, auf der Liste der Amnestierten fehlte Bauërs Name jedoch. Anna Bauër setzte nun sämtliche Hebel in Bewegung. Im April 1879 bat sie in einem Brief an den neuen französischen Präsidenten Jules Grévy erneut um die Begnadigung ihres Sohns und fügte Empfehlungsschreiben von Jules Favre, Lockroy (dem Sohn des älteren Lockroy) und Victor Hugo bei. Diesmal war sie erfolgreich. Am 19. Juli 1879 bestieg Bauër das Schiff nach Frankreich, wo er im Oktober eintraf.

### Der streitbare Theaterkritiker

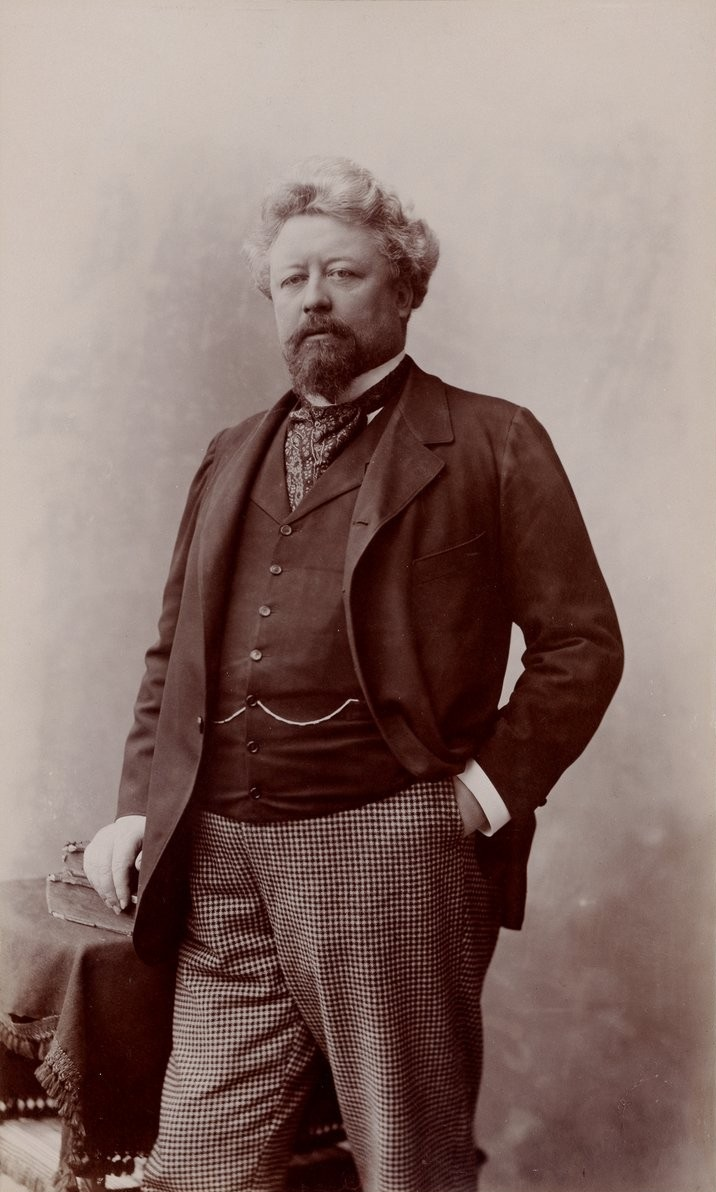
Porträt um 1893/1894, aus dem Atelier Nadar

Am 24. März 1880 heiratete der gerade 29 Jahre alte gewordene Bauër, sehr gegen den Willen seiner Mutter, die 13 Jahre jüngere Pauline Lemariée. Zu den Trauzeugen zählte Louis Blanc. In den Flitterwochen besuchte das junge Paar die Bayreuther Festspiele – Bauër schwärmte zeitlebens für Richard Wagners Musiktheater, was sich auch in seiner journalistischen Tätigkeit widerspiegelte. 1882 wurde das erste Kind der Bauërs geboren, Charles; 1888 der zweite Sohn Gérard. 1884 starb Anna Bauër.
1880 begann Bauër auch wieder als Journalist zu arbeiten. Zunächst schrieb er für Le Réveil, zu dessen Mitarbeitern unter anderem Paul Verlaine gehörte. Dort wurde Alphonse Daudet auf ihn aufmerksam und bestimmte ihn zu seinem Nachfolger als Theaterkritiker. Das Blatt ging bald ein, aber 1884 unternahm der Verleger des Réveil Valentin Simond einen neuen, erfolgreicheren Versuch mit größeren Geldmitteln: die Tageszeitung L’Écho de Paris. Dort blieb Bauër bis 1898. Er gehörte in dieser Zeit zu den einflussreichsten Theaterkritikern Frankreichs. Regelmäßig veröffentlichte er eine Kolumne auf der Titelseite des Blattes; er behielt sich alle wichtigen Premierenkritiken der Pariser Theater vor; zweimal wöchentlich schrieb er eine „Chronik“ des literarischen Lebens in Paris.
Vor allem das junge naturalistische Theater lag ihm am Herzen. Bauër trat vehement für das Théâtre Libre von André Antoine und das Théâtre de l’Œuvre von Lugné-Poë ein, verhalf Autoren wie Octave Mirbeau zum Durchbruch, ergriff die Partei von Émile Zola in den Auseinandersetzungen um seine literarischen Texte, aber auch in der Dreyfus-Affäre und trug in seiner Position als Kritiker viel dazu bei, die von ihm sogenannten „hommes du nord“ (Menschen des Nordens) wie Henrik Ibsen, August Strindberg und Lew Tolstoi in Frankreich einzuführen. Doch er unterstützte auch andere junge Künstler, die nicht dem Naturalismus zugerechnet werden können. So verteidigte Bauër Oscar Wilde und seine Salome gegen heftige Angriffe, die sich auf die Dekadenz des Werks und die Homosexualität des Dichters richteten. Beim Theaterskandal um Alfred Jarrys König Ubu stellte er sich als einziger namhafter Kritiker auf die Seite Jarrys.
Eine besondere Vorliebe hatte Bauër für die Schauspielerin Sarah Bernhardt, deren Leistungen er in vielen enthusiastischen Artikeln rühmte. Es kam auch zu einer leidenschaftlichen Affäre zwischen den beiden, die sieben Jahre angedauert haben soll.
Während seiner Tätigkeit beim Écho veröffentlichte Bauër zudem eine Reihe von Büchern. Nicht sehr erfolgreich waren der Roman Une comédienne (1889) und die Novellensammlung De la vie et du rêve (1896), während der stark autobiografisch getönte Roman Mémoires d’un jeune homme auch im Ausland Beachtung fand (Marcel Cerf berichtet sogar von einer Übersetzung ins Norwegische).
Im Laufe seiner Kritikerkarriere brachte es Bauër zu einem beträchtlichen Einkommen. So bewohnte seine Familie ein Haus in Le Vésinet, er konnte sich ein weiteres Haus in der Bretagne leisten und zudem eine über zwei Stockwerke verteilte Wohnung in Paris. Da er jedoch großzügig Geld ausgab, sowohl zur Förderung von Theaterprojekten als auch privat, war er nach dem Ende seiner Tätigkeit beim Écho finanziell nicht gut gestellt.

### Späte Jahre
Bereits Bauërs Parteinahme für Zola und Dreyfus hatte nicht mit der politischen Linie des Écho harmoniert, das tendenziell eher konservativ ausgerichtet war. Die Spannungen verstärkten sich noch mit den Auseinandersetzungen um den König Ubu. Daher verließ Bauër schließlich 1898 das Blatt und schrieb nunmehr Theaterkritiken, freilich mit deutlich geringerer Reichweite, für La Petite République, eine sozialistische Zeitung. Gelegentlich schrieb er weiterhin in einflussreichen Blättern, so trat er unter anderem 1902 in Le Figaro vehement für Claude Debussys Oper Pelléas et Mélisande ein.
Eine Sammlung seiner „Chroniken“ für das Écho erschien 1899 unter dem Titel Idée et Réalité. Zudem versuchte sich Bauër als Autor von Komödien. Sa maîtresse (1900 geschrieben, 1903 gedruckt) wurde immerhin am Théâtre du Vaudeville aufgeführt, erlebte aber nur zwölf Vorstellungen. Chez les Bourgeois (gedruckt 1909) wurde kaum beachtet.
1915 erkrankte Bauër und reiste nach Évian-les-Bains an den Genfersee, um sich dort zu erholen. Sein Zustand verschlechterte sich aber schnell, so dass sein Sohn Gérard ihn nach Paris ins Krankenhaus brachte. Dort starb er am 21. Oktober 1915 mit 64 Jahren. Die Zeremonie fand auf dem Friedhof Père-Lachaise statt, die Asche des Feuerbestatteten wurde zunächst in die Familiengruft nach Chatou gebracht und 1963 auf Veranlassung von Gérard Bauër auf den Friedhof von Charonne überführt, wo seitdem ein Grabstein an Henry Bauër erinnert.

## Persönlichkeit und Werk
Bauër wird in der zeitgenössischen Literatur als „beau géant“ (schöner Riese) beschrieben: ein über 1 Meter 80 großer, beleibter Mann mit einer mächtigen, früh ergrauten Haarmähne und kräftiger Gesichtsfarbe, der mit zunehmendem Alter seinem biologischen Vater Alexandre Dumas immer ähnlicher gesehen haben soll. Er galt als aufbrausend, polemisch, aber sehr wohlwollend gegenüber allen jungen Künstlern, die irgendwie ein „neues Profil“ zeigten. Zudem wird berichtet, dass er keinem Streit, keinem Duell, aber auch keiner Liebschaft aus dem Wege ging.
Der Einfluss von Bauër in der Pariser Kulturszene wird als beträchtlich beschrieben; in einem zeitgenössischen Bericht heißt es, er sei der Exponent der fortschrittlichen Theaterkritik gewesen und der große Gegenspieler der traditionalistischen Kritiker, besonders von Francisque Sarcey und Jules Lemaître. Jeder, der mehr als einmal eine wichtige Generalprobe besucht habe, kenne seine auffällige Erscheinung aus der Loge des ersten Rangs. Sein Wort sei insbesondere bei den Künstlern Gesetz gewesen. Diesen Einfluss setzte er auch großzügig ein, unter anderem, um das Theaterprogramm zu beeinflussen (etwa im Théâtre libre) oder um von ihm bevorzugten Schauspielerinnen Rollen zu verschaffen.
In seinem Werk gilt mithin als bedeutendster Teil seine journalistische Tätigkeit, während seine Versuche im poetischen Schreiben als idealistisch, aber thesenhaft galten und wenig erfolgreich waren. Als Journalist trat er in seinen „Chroniken“ und Theaterkritiken vehement für die Gleichstellung der Frau, gegen die Diskriminierung von Homosexuellen und Juden und für Abrüstung und Pazifismus ein.

## Werke
- La revanche du Gaëtan. Nouméa 1879, Locamus
- Une comédienne. Scènes de la vie de théâtre. Paris 1889, Charpentier. Online bei Gallica
- Mémoires d’un jeune homme. Paris 1895, Charpentier. Online bei Gallica
- De la vie et du rêve. Paris 1896, H. Simonis Empis
- Idée et réalité. Paris 1899, H. Simonis Empis. Online bei Gallica
- Sa maîtresse. Comédie en 4 actes. Paris 1903, Stock
- Chez les Bourgeois. Comédie en 4 actes. Paris 1909, Stock

Zu beachten ist, dass die internationale Normdatei VIAF unter der entsprechenden ID-Nummer mehrere Personen verschmilzt: neben Henri Bauër den Verfasser einer Practical History of the Violin (New York 1911), Heinrich Bauer (1854–1915), und den Herausgeber einer Komposition von Johann Simon Mayr, Heinrich Bauer (1922–1987).